# 馮汝京
馮汝京（1582年—?年），字宋繩（一作宋臣），號少伯，南直隸寧國府宣城縣人，明朝政治人物。

## 生平
壬午五月二十四日生，治《易經》，由監生中式萬曆三十七年（1609年）己酉科應天府鄉試一百三十三名舉人，年二十八歲中式萬曆三十八年庚戌科會試一百九名，第三甲第八十三名進士。工部觀政，改應天武學教授，陞國子監博士，四十一年陞戶部雲南司主事，四十四年陞山東司郎中，遼東管糧。遷密雲兵備道，煉火器，募死士，制長梃，鑄大鐡錬，截古北水口，有捍御功。

## 家族
曾祖馮椿；祖馮葵，監生；父馮健，號懷伯，太學生，仕至鴻臚寺序班，贈中憲大夫密雲兵備道河南按察司副使；母劉氏；繼母吳氏。慈侍下，妻史氏，行二，兄汝異（廩生）；汝騮（蓋州衛經歷），弟汝亭（監生）。子馮昌齡，由拔貢任蘇州府训导。孫馮祖快，上元县增生，順治初從征廣東，以軍功歷知博羅、增城、香山三縣。